# Trò đùa của Thiên Lôi
Trò đùa của Thiên Lôi là phim điện ảnh hài của Việt Nam, do Nguyễn Quang đạo diễn, kịch bản được Đỗ Trí Hùng chuyển thể từ truyện ngắn Chuyện có thể của Bão Vũ. Các diễn viên chính Tinna Tình, Minh Tiệp, Trung Hiếu. 
Trò đùa của Thiên Lôi được sản xuất năm 2003 nhưng vì một số lý do mà phải đến tháng 2 năm 2006 mới được phát hành.

## Phân vai
- Tinna Tình / Dinhova ...vai Hoa (danh đề: Tina)
- Minh Tiệp ...vai Lê Tình
- Trung Hiếu ...vai Kế
- Hữu Độ ...vai Hoạch
- Đình Chiến ...vai Mưu
- Tiến Đạt ...vai Nguyễn Tài
- Trọng Phan ...vai Lê Tự Tác
- Thanh Chi ..vai Ông Chức
- Diệu Thuần ...vai vợ Mưu
- Khôi Nguyên ...vai Bác sĩ
- Phương Thảo ...vai Người giúp việc
- Minh Nguyệt ...vai Ngân
- Đặng Đình Hồng ...vai Khương
- Duy Hậu, Quỳnh Tứ, Thu Khuyên, Huyền Thanh

## Kịch bản
Lê Tình là một kỹ sư khờ khạo luôn bị đồng nghiệp xem thường và bắt nạt, trong số đó có Kế, người đang tán tỉnh Hoa - bạn gái của Tình. Mọi chuyện thay đổi khi Tình bị sét đánh trong một lần công tác, may mắn sống sót, anh bỗng sở hữu siêu năng lực nhìn và nghe được tâm địa của người đối diện khi nhìn vào mắt họ. Biết được sự nhìn nhận thực sự của người khác với mình, Tình tận dụng năng lực để nắm thóp họ, anh cũng sử dụng siêu năng lực của mình để phát triển tình cảm với Hoa. Anh dần dần biến chất và sa vào các hoạt động tham ô của cấp trên, những lần giúp người khác tìm hiểu tâm ý của vợ-chồng họ đã gây ra một số hậu quả nhiều người bắt đầu quay sang đề phòng và xa lánh anh.

## Sản xuất
Trò đùa của Thiên Lôi là bộ phim điện ảnh đầu tiên của Điện ảnh Việt Nam được xử lý đồ họa ngay trong nước, do Công ty IDS Media kết hợp với Viện Tư liệu phim thực hiện, có 15 cảnh kỹ xảo trong phim và chỉ kéo dài 3 phút. Đây cũng là phim điện ảnh đầu tay của biên kịch Đỗ Trí Hùng, được anh dựa trên truyện ngắn Chuyện Có Thể của Bão Vũ, kịch bản được Hùng bán lại cho Hãng Phim truyện I với giá 15 triệu.
Từ cuối tháng 3 măm 2003, đã có thông tin Tinna Tình được chọn cho vai nữ chính. Trò đùa của Thiên Lôi được quay trong hai tháng, bắt đầu từ tháng 4 năm 2003. Trước khi tuyển diễn viên và chính thức bấm máy, đạo diễn nguyễn quang và các kỹ thuật viên của IDS Media đã bắt đầu dựng kỹ xảo cho cảnh cuối phim khi Lê Tình nằm mơ bị bản ngã khác của mình từ trong gương thò tay ra bóp cổ. Phân cảnh Lê Tình công tác và bị sét đánh được quay tại Sơn Động, Bắc Giang trong nhiều đêm.

## Phát hành
Dù được sản xuất năm 2003, sau đó được nhiều nhà phát hành ngỏ ý mua bản quyền nhưng nhà sản xuất không đồng ý. Dự định của nhà sản xuất là sẽ đưa Trò đùa của Thiên Lôi vào Thành phố Hồ Chí Minh phát hành để đạt lợi nhuận cao nhất. Nhưng phải đến ngày 24 tháng 2 năm 2006, Trò đùa của Thiên Lôi mới chính thức được phát hành. Bộ phim chậm ra mắt vì quá trình làm việc với các rạp chiếu không đơn giản và cần thời gian để kêu gọi tài trợ quảng cáo. Điều này cho thấy một vấn đề của phim do nhà nước sản xuất, khi họ có thể chi vài tỷ để làm một bộ phim những không thể chi vài chục triệu cho khâu quảng bá và phát hành.

## Giải thưởng
Bộ phim giành được giải Kỹ thuật cho hạng mục phim điện ảnh tại Liên hoan phim Việt Nam lần thứ 14. Trò đùa của Thiên Lôi sau đó giảnh được Cánh diều Bạc cho hạng mục Phim điện ảnh tại Giải Cánh diều 2003, cũng tại hạng mục này, Tinna Tình với vai diễn phim điện ảnh đầu tiên của mình giúp cô giành được giải Diễn viên triển vọng.
| Năm  | Sự kiện                            | Hạng mục đề cử                   | Nhận giải     | Kết quả    | Chú thích |
| ---- | ---------------------------------- | -------------------------------- | ------------- | ---------- | --------- |
| 2004 | Giải Cánh diều lần thứ 2           | Diễn viên triển vọng             | Đoạt giải     | Tinna Tình | [ 7 ]     |
| 2004 | Giải Cánh diều lần thứ 2           | Phim truyện điện ảnh             | Cánh Diều Bạc | Bộ phim    | [ 7 ]     |
| 2004 | Liên hoan phim Việt Nam lần thứ 14 | Giải kỹ thuật - Phim truyện nhựa | Đoạt giải     | Bộ phim    | [ 8 ]     |